# Détár Enikő
Détár Enikő (Szolnok, 1964. február 26. –) magyar színésznő, szinkronszínész, előadóművész.

## Életpályája
1986-ban oklevelet szerzett a Színház-és Filmművészeti Főiskolán. 1986-tól 1991-ig a Vidám Színpad színésznője, 1991-től 1996-ig pedig a Rock Színház tagja volt, de időközben az Arizona Színház előadásaiban is játszott. 1996-tól szabadfoglalkozású színésznő, majd 1999-től a Madách Színház társulatának tagja volt. 2013-tól a Turay Ida Színház társulatának is tagja.

## Filmjei

### Játékfilmek
- Sortűz egy fekete bivalyért (1985)
- Napló szerelmeimnek (1987)
- Laura (1987)
- Pizzás (2001)
- ZooKids - Mentsük meg az Állatkertet! (2011)
- Tüskevár (2012)

### Tévéfilmek
- Vásár (1985)
- A nagymama (1986)
- Linda (1986, 1989)
- Nyolc évszak (1987)
- Gyilkosság két tételben (1988)
- Szeszélyes évszakok (1988, 2000)
- Zenés húsvét (1993)
- Kisváros (1994)
- Öregberény (1995)
- A hegyi doktor (1998)
- Bűn és bűnhődés (1998)
- Pasik! (2002, 2003)
- Cimbora: Sakuntula gyűrűje (2006)
- Jóban Rosszban (2012)
- Marslakók (2012)

### Tévéműsorok
- Szerencsekerék (2022)
- Nyerő Páros (2022)
- Dancing with the Stars (2020)
- A Konyhafőnök VIP (2018)
- Sztárban sztár – 5. évad (2017)
- Édes élet (2014)
- Musical World (1999)
- Gálvölgyi Show (1997)
- „Jöjjön el a Te országod”
- „Magyarnak számkivetve”
- Reflektor Magazin – műsorvezető (2011-ig)
- Színésznők a kifutón – közreműködő
- Találkozások - műsorvezető
- Változz vissza!

## Szinkronszerepei
| Év   | Cím                                  | Szerep                          | Színész              | Forrás |
| ---- | ------------------------------------ | ------------------------------- | -------------------- | ------ |
| 1953 | Hűtlen asszonyok                     | Lulla Possenti                  | Gina Lollobrigida    | [ 3 ]  |
| 1958 | Palimadarak                          | Carmelina                       | Claudia Cardinale    | [ 4 ]  |
| 1964 | Házasság olasz módra                 | Filumena Marturano              | Sophia Loren         | [ 5 ]  |
| 1965 | Mi újság, cicamica?                  | Rita                            | Ursula Andress       | [ 6 ]  |
| 1969 | Verseny a lejtőn                     | Carole Stahl                    | Camilla Sparv        | [ 7 ]  |
| 1970 | A bagoly és a cicababa               | Doris                           | Barbra Streisand     | [ 8 ]  |
| 1973 | Hétalvó                              | Luna Schlosser                  | Diane Keaton         | [ 9 ]  |
| 1973 | Fennsíkok csavargója                 | Callie Travers                  | Marianna Hill        | [ 10 ] |
| 1978 | Dallas                               | Katherine Wentworth             | Morgan Brittany      | [ 11 ] |
| 1978 | Grease                               | Betty Rizzo                     | Stockard Channing    | [ 12 ] |
| 1978 | …és megint dühbe jövünk              | Delfin tolmács                  | N/A                  | [ 13 ] |
| 1980 | A köd                                | Sandy Fadel                     | Nancy Kyes           | [ 14 ] |
| 1981 | Tarzan, a majomember                 | Jane Parker                     | Bo Derek             | [ 15 ] |
| 1982 | Cheers                               | Diane Chambers                  | Shelley Long         |        |
| 1983 | Silkwood                             | Dolly Pelliker                  | Cher                 | [ 16 ] |
| 1983 | Tévedések vígjátéka                  | Luca                            | Marsha Fitzalan      | [ 17 ] |
| 1985 | Vissza a jövőbe                      | Babs                            | Lisa Freeman         | [ 18 ] |
| 1985 | Az elsüllyedt világok                | Árkána                          | Jeanine Forney       | [ 19 ] |
| 1986 | Hegylakó                             | Brenda Wyatt                    | Roxanne Hart         | [ 20 ] |
| 1987 | A gyanúsított                        | Kathleen Riley                  | Cher                 | [ 21 ] |
| 1987 | T.I.R.                               | Gio                             | Alba Mottura         | [ 22 ] |
| 1987 | A hamis riport                       | Punchy                          | Kathy Baker          | [ 23 ] |
| 1988 | A klinika                            | Melanie Wieck                   | Katerina Jacob       | [ 24 ] |
| 1989 | Telitalálat                          | Sarah Collins                   | Whoopi Goldberg      | [ 25 ] |
| 1989 | Ölj meg újra!                        | Fay Forrester                   | Joanne Whalley       | [ 26 ] |
| 1989 | Vaklárma                             | Eve                             | Joan Severance       | [ 27 ] |
| 1990 | Ghost                                | Molly Jensen                    | Demi Moore           | [ 28 ] |
| 1990 | Egyenesen át                         | Anne Coldren                    | Hope Davis           | [ 29 ] |
| 1990 | A király ágyasa                      | A királyné                      | Eleanor David        | [ 30 ] |
| 1990 | A szerencse forgandó                 | Sarah                           | Annabella Sciorra    | [ 31 ] |
| 1990 | Tisztességes gyilkosok               | Carrie                          | Mimi Rogers          | [ 32 ] |
| 1990 | A szerelem Harley Davidsonon érkezik | Emily Pear                      | Jami Gertz           | [ 33 ] |
| 1990 | Revans                               | Rocksztár                       | Sally Kirkland       | [ 34 ] |
| 1990 | Kaliforniába jöttem                  | Vivian Banks                    | Janet Hubert         | [ 35 ] |
| 1992 | Szellem a házban                     | Jemma Redgrave                  | Nicola Duffett       | [ 36 ] |
| 1992 | Hegylakó                             | Felicia Martins                 | Joan Jett            | [ 37 ] |
| 1992 | Melrose Place                        | Victoria "Taylor" Davis McBride | Lisa Rinna           | [ 38 ] |
| 1992 | Légy résen!                          | Brenda                          | Lili Taylor          | [ 39 ] |
| 1992 | Facérok                              | Linda Powell                    | Kyra Sedgwick        | [ 40 ] |
| 1992 | Első állomás, Las Vegas              | Betsy / Donna                   | Sarah Jessica Parker | [ 41 ] |
| 1992 | Páratlan prédikátor                  | Jane Larson                     | Debra Winger         | [ 42 ] |
| 1993 | Függő játszma                        | Sarah, Hal barátnője            | Michelle Joyner      | [ 43 ] |
| 1994 | Télapu                               | Susan Perry                     | Judith Scott         | [ 44 ] |
| 1994 | Hegylakó                             | Barbara Waverly                 | Barbara Tyson        | [ 45 ] |
| 1994 | Beverly Hills-i zsaru 3.             | Janice                          | Theresa Randle       | [ 46 ] |
| 1995 | Bad Boys – Mire jók a rosszfiúk?     | Julie Mott                      | Téa Leoni            | [ 47 ] |
| 1995 | Aranyszem                            | Natalja Fjodorovna Szemjonova   | Izabella Scorupco    | [ 48 ] |
| 1996 | A hűtlenség ára                      | Margaret                        | Cher                 | [ 49 ] |
| 1996 | Tükröm, tükröm                       | Rose Morgan                     | Barbra Streisand     | [ 50 ] |
| 1996 | Aludj csak, én álmodom               | Celeste                         | Marcia Wright        | [ 51 ] |
| 1996 | Ámokfutam                            | Cora                            | Salma Hayek          | [ 52 ] |
| 1996 | Bilko főtörzs                        | Hétfő hadnagy                   | Cathy Silvers        | [ 53 ] |
| 1997 | Nyerő páros                          | Kathryn Quinn                   | Natacha Lindinger    | [ 54 ] |
| 1997 | Otthon, véres otthon                 | Debi Newberry                   | Debi Newberry        | [ 55 ] |
| 1997 | Nyomvonal                            | Jean Martin                     | Linda Hamilton       | [ 56 ] |
| 1998 | Palmetto                             | Nina                            | Gina Gershon         | [ 57 ] |
| 1998 | Godzilla                             | Dr. Elsie Chapman               | Vicki Lewis          | [ 58 ] |
| 1999 | Tea Mussolinivel                     | Elsa                            | Cher                 | [ 59 ] |
| 1999 | Bajnokok reggelije                   | Grace Le Sabre                  | Vicki Lewis          | [ 60 ] |
| 1999 | Tiltott szerelem                     | Cecilia Valladares de Espinoza  | Dad Dager            |        |
| 2000 | Ébren álmodó                         | Marie / Marty                   | Demi Moore           | [ 61 ] |
| 2000 | A kölyök                             | Amy                             | Emily Mortimer       | [ 62 ] |
| 2002 | A Kaptár                             | Alice                           | Milla Jovovich       | [ 63 ] |
| 2002 | A Kaptár 2. – Apokalipszis           | Alice                           | Milla Jovovich       | [ 64 ] |
| 2006 | Underworld: Evolúció                 | Selene                          | Kate Beckinsale      | [ 65 ] |
| 2007 | A Kaptár 3. – Teljes pusztulás       | Alice                           | Milla Jovovich       | [ 66 ] |
| 2009 | Harry Brown                          | Alice Frampton nyomozó          | Emily Mortimer       | [ 67 ] |
| 2010 | A Kaptár – Túlvilág                  | Alice                           | Milla Jovovich       | [ 68 ] |
| 2010 | Díva                                 | Tess                            | Cher                 | [ 69 ] |
| 2011 | Eladó a családom                     | Kate Jones                      | Demi Moore           | [ 70 ] |
| 2011 | Gyilkos Joe                          | Sharla Smith                    | Gina Gershon         | [ 71 ] |
| 2012 | Vérbeli feleségek                    | Lorna                           | Gina Gershon         | [ 72 ] |
| 2012 | A Kaptár – Megtorlás                 | Alice                           | Milla Jovovich       | [ 73 ] |
| 2013 | A Versace-ház                        | Donatella Versace               | Gina Gershon         | [ 74 ] |
| 2015 | A túlélő                             | Kate Abbott                     | Milla Jovovich       | [ 75 ] |
| 2016 | A Kaptár – Utolsó fejezet            | Alice                           | Milla Jovovich       | [ 76 ] |
| 2016 | Végtelen szerelem                    | Leyla Acemzade Kandarlı         | Zerrin Tekindor      |        |
| 2017 | Csajok hajnalig                      | Lea                             | Demi Moore           | [ 77 ] |
| 2017 | New York-i afférok                   | Barbara                         | Anh Duong            | [ 78 ] |
| 2017 | Mélytorok: A Watergate-sztori        | Audrey Felt                     | Diane Lane           | [ 79 ] |
| 2017 | Twin Peaks                           | Laura Palmer                    | Sheryl Lee           |        |
| 2020 | Monster Hunter – Szörnybirodalom     | Artemis                         | Milla Jovovich       | [ 80 ] |
| 2021 | A csodadoktor                        | Vuslat Kozoğlu                  | Zerrin Tekindor      |        |

- A tóparti ház
- Kémcsajok

## Színházi szerepei
A Színházi adattárban regisztrált bemutatóinak száma: 74; ugyanitt három színházi felvételen is látható.
| Darab                                     | Szerep                                                             | Színház                        | Bemutató             | Forrás          |
| ----------------------------------------- | ------------------------------------------------------------------ | ------------------------------ | -------------------- | --------------- |
| A 3 testőr                                | Milady                                                             | Budapest Kongresszusi Központ  | 2006. október 13.    | [ 82 ]          |
| A Charley nénje?                          | Donna Lucia D'Alvadorez                                            | Turay Ida Színház              | 2015. február 21.    | [ 83 ]          |
| A férfiak a fejükre estek                 | Petra                                                              | Turay Ida Színház              | 2017. március 18.    |                 |
| A nők (is) a fejükre estek                | Petra                                                              | Turay Ida Színház              | 2019. április 13.    | [ 84 ]          |
| 'A hetedik te magad légy'                 | N/A                                                                | Ferencvárosi Ünnepi játékok    | 2005. június 16.     | [ 85 ]          |
| A rózsák háborúja                         | Barbara Rose                                                       | Városmajori Szabadtéri Színpad | 2012. július 19.     | [ 86 ]          |
| Az angyalok nem sírnak                    | Zsuzsa, Mayer Ernő, az ÁVH alezredesének felesége                  | Turay Ida Színház              | 2016. szeptember 24. | [ 87 ]          |
| Az utolsó szerep                          | Klementina                                                         | Turay Ida Színház              | 2018. február 10.    |                 |
| Az ördög nem alszik                       | Jane                                                               | Gyulai Várszínház              | 1987. augusztus 1.   | [ 88 ]          |
| Az ördög nem alszik                       | Jane                                                               | Vidám Színpad                  | 1987. november 12.   | [ 89 ]          |
| Az ördög nem alszik                       | Jane                                                               | Akropolisz Szabadtéri Színpad  | 1990. június 29.     | [ 90 ]          |
| A vöröslámpás ház                         | Bella                                                              | Fővárosi Operettszínház        | 1995. február 3.     | [ 91 ]          |
| Álompalinta                               | Friderika Erika; Fehér királynő; Kínai hölgy; Alfridolin Szinyorin | Arizona Színház                | 1991. december 15.   | [ 92 ]          |
| Anna Karenina                             | Ligyija Ivanovna, grófnő                                           | Rock Színház                   | 1994. január 21.     | [ 93 ]          |
| Bepasiztunk                               | N/A                                                                | Madách Színház                 | 2015. november 19.   | [ 94 ]          |
| Búcsúlevél                                | Vanda, Balogh Oszkár szerelme                                      | Karinthy Színház               | 1991. október 17.    | [ 95 ]          |
| Cabaret                                   | N/A                                                                | Ódry Színpad                   | 1984. október 26.    | [ 96 ]          |
| Cabaret                                   | Sally Bowles                                                       | Győri Egyetemi Csarnok         | 2003. május 2.       | [ 97 ]          |
| Cabaret                                   | Kost kisasszony                                                    | Turay Ida Színház              | 2018. október 6.     | [ 98 ]          |
| Csárdáskirálynő                           | Cecília, Leopold felesége                                          | Győri Nemzeti Színház          | 2009. szeptember 26. | [ 99 ]          |
| Csöngettek, madame!                       | Gisele                                                             | Vidám Színpad                  | 1991. május 12.      | [ 100 ]         |
| Chicago                                   | Morton Mama                                                        | Madách Színház                 | 2001. április 27.    | [ 101 ]         |
| Csíksomlyói passió                        | Mária Magdolna                                                     | Madách Színház                 | 2001. március 18.    | [ 102 ]         |
| Csodálatos vagy, Júlia                    | Julia Lambert                                                      | Spirit Színház                 | 2015. január 23.     |                 |
| Don Juan                                  | Carlotta                                                           | Pesti Színház                  | 1990. november 3.    | [ 103 ]         |
| Dorian Gray                               | Anyakirálynő                                                       | Rock Színház                   | 1995. április 25.    | [ 104 ]         |
| Dr. Faustus                               | Hírolvasó                                                          | Budapesti Kamaraszínház        | 2010 május 15.       | [ 105 ]         |
| Ének az esőben                            | Katy                                                               | Ódry Színpad                   | 1985. december 20.   | [ 106 ]         |
| Evita                                     | Evita                                                              | Bakáts téri Szabadtéri Színpad | 1999. június 24.     | [ 107 ]         |
| Fekete Péter                              | Teri                                                               | Turay Ida Színház              | 2021. szeptember 11. | [ 108 ] [ 109 ] |
| Fergeteges látogatás                      | Teri                                                               | Turay Ida Színház              | 2021. szeptember 11. | [ 108 ]         |
| Goodbye Charlie                           | Claire                                                             | Vörösmarty Színház             | 1996. július 5.      | [ 110 ]         |
| Hármasban                                 | Glória                                                             | Budaörsi Játékszín             | 1999. január 30.     | [ 111 ]         |
| Hawaii rózsája                            | Babette                                                            | Ódry Színpad                   | 1985. október 15.    | [ 112 ]         |
| Hello, Dolly!                             | Mrs. Dolly Levi                                                    | Turay Ida Színház              | 2015. október 17.    | [ 113 ]         |
| Hol a határ?                              | N/A                                                                | Vidám Színpad                  | 1988. június 24.     | [ 114 ]         |
| Huzatos ház                               | Dolores                                                            | Vidám Színpad                  | 1986. március 13.    | [ 115 ]         |
| Ikrek előnyben                            | Andrea                                                             | Turay Ida Színház              | 2016. március 19.    | [ 116 ]         |
| Irma, te édes                             | Irma                                                               | Békés Megyei Jókai Színház     | 1997. március 7.     | [ 117 ]         |
| Kellemes húsvéti ünnepeket!               | Julie                                                              | Vidám Színpad                  | 1986. december 5.    | [ 118 ]         |
| Ki van odafenn?                           | N/A                                                                | Vidám Színpad                  | 1986. május 9.       | [ 119 ]         |
| Játszd újra, Sam!                         | N/A                                                                | Vígszínház                     | 1983. november 12.   | [ 120 ]         |
| Jelenetek egy házasságból                 | N/A                                                                | Madách Színház                 | 2007. december 8.    | [ 121 ]         |
| Ki van odafenn?                           | N/A                                                                | Vidám Színpad                  | 1986. május 9.       | [ 119 ]         |
| Könyörgöm, szeress!                       | Andi                                                               | Domino Színpad                 | 1991. november 29.   | [ 122 ]         |
| Légy jó mindhalálig                       | Bella                                                              | Gyulai Várszínház              | 1991. augusztus 3.   | [ 123 ]         |
| Légy jó mindhalálig                       | Bella                                                              | Arizona Színház                | 1991. szeptember 24. | [ 124 ]         |
| Macskák                                   | Victoria                                                           | Szegedi Szabadtéri Színpad     | 1991. augusztus 15.  | [ 125 ]         |
| Magyar kivándorlott a bécsi forradalomban | Klára, Torlai Gáspár leánya                                        | Móricz Zsigmond Színház        | 1989. szeptember 30. | [ 126 ]         |
| Makrancos Kata                            | Katalin, Baptista padovai nemes ember lánya                        | RaM Colosseum                  | 2013. október 18.    | [ 127 ]         |
| Mary Poppins                              | Madaras asszony                                                    | Madách Színház                 | 2012. szeptember 21. | [ 128 ]         |
| Miss Saigon                               | Gigi                                                               | Rock Színház                   | 1994. augusztus 12.  | [ 129 ]         |
| Mona Marie mosolya                        | Pepita                                                             | Vörösmarty Színház             | 1991. április 19.    | [ 130 ]         |
| Négy meztelen férfi                       | Jacqueline                                                         | Vidám Színpad                  | 1993. február 14.    | [ 131 ]         |
| Néró és a Sztárcsinálók                   | Poppea                                                             | Óbudai Nyár                    | 2009. július 3.      | [ 132 ]         |
| Nyomorultak                               | Madame Thénardier                                                  | Madách Színház                 | 1999. november 20.   | [ 133 ]         |
| Orgyilkosok                               | Lynette 'Squeaky' Fromme                                           | Rock Színház                   | 1993. szeptember 28. | [ 134 ]         |
| Poligamy                                  | Lilla 2 anyja                                                      | Madách Színház                 | 2013. október 26.    | [ 135 ]         |
| Potyautas                                 | Potyautas                                                          | Akropolisz Szabadtéri Színpad  | 1991. június 28.     | [ 136 ]         |
| Producerek                                | Öllej-Csókolj                                                      | Madách Színház                 | 2006. június 2.      | [ 137 ]         |
| Reggelre ne feledd a pénzt                | N/A                                                                | Radnóti Miklós Színpad         | 1985. március 27.    | [ 138 ]         |
| Rocknagyi                                 | Cher                                                               | Turay Ida Színház              | 2019. március 9.     | [ 139 ]         |
| Sakk                                      | Szvetlana                                                          | Arizona Színház                | 1992. május 31.      | [ 140 ]         |
| Sakk                                      | Florance                                                           | Rock Színház                   | 1995. október 6.     | [ 141 ]         |
| Segítség, én vagyok a feleségem!          | Margó, a feleség, óvónő                                            | Turay Ida Színház              | 2014. április 19.    | [ 142 ]         |
| Szellem a spájzban                        | Ági, Lajos felesége, csinos, vékony, 36 éves                       | Turay Ida Színház              | 2013. április 28.    | [ 143 ]         |
| Szellem a spájzban                        | Ági                                                                | Turay Ida Színház              | 2018. május 26.      | [ 144 ]         |
| Sztárcsinálók                             | Poppea-Locusta                                                     | Rock Színház                   | 1992. november 8.    | [ 145 ]         |
| Te édes, de jó vagy, légy más             | 14 szerep                                                          | Madách Színház                 | 2004. november 12.   | [ 146 ]         |
| Van aki forrón szereti                    | Dolores, a zenekar tagja                                           | Vidám Színpad                  | 1987. március 19.    | [ 147 ]         |
| Volt egyszer egy wadkelet                 | N/A                                                                | Vidám Színpad                  | 1989. június 27.     | [ 148 ]         |

## Díjai
- Déryné-díj (1993)
- Artisjus-díj (1996)
- RTL nívódíj (2002)
- A Magyar Köztársasági Érdemrend lovagkeresztje (2009)
- Turay Ida-vándordíj (2016)
- Helytállás Budakesziért díj (2020)
- Magyar Toleranciadíj (2022)